# Charikleia Pantazi
Charikleia Pantazi (grekiska: Χαρικλέια Πανταζή), född den 18 mars 1985 i Aten, Grekland, är en grekisk gymnast.
Hon tog OS-brons i rytmisk gymnastik för trupper i samband med de olympiska gymnastiktävlingarna 2000 i Sydney.